# 1757 en littérature
| Années de la littérature : 1754 - 1755 - 1756 - 1757 - 1758 - 1759 - 1760    |
| Décennies de la littérature : 1720 - 1730 - 1740 - 1750 - 1760 - 1770 - 1780 |

Cet article présente les faits marquants de l'année 1757 en littérature.

## Événements
- 16 février : Jonathan Edwards deviens président du collège du New Jersey, future université de Princeton[1].
- 27 février : Jean-Jacques Rousseau refuse un poste de bibliothécaire à Genève proposé par le docteur Théodore Tronchin « je ne connais aucuns livres, je n'ai jamais su quelle était la bonne édition d'aucun ouvrage, je ne sais point de Grec, très-peu de latin et n'ai pas la moindre mémoire ? Ne voilà-t-il pas de quoi faire un illustre bibliothécaire ? »[2].

- 5 mai : l'imprimeur de Birmingham John Baskerville met en vente une édition des œuvres de Virgile, la première publication utilisant partiellement le papier vélin mis au point par James Whatman et la police de caractères Baskerville[3].
- 6 mai : le poète anglais Christopher Smart est interné au St Luke's Hospital for Lunatics à Londres[4].

- 2 juin : première mention dans le Centinel de la revue Harris's List of Covent Garden Ladies, qui répertorie les prostituées du quartier de Covent Garden, à Londres[5].

- 25 juin : Horace Walpole crée sa propre maison d'édition Strawberry Hill Press dans sa résidence de Twickenham. De 1757 à 1789, il tient le Journal of the Printing-Office at Strawberry Hill, publié en 1923[6].

- 9 septembre : le Parlement de Toulouse condamne au feu le livre Medulla Theologiae moralis du théologien jésuite allemand Hermann Busenbaum, qui semble justifier le régicide[7].

- Après le 25 octobre : Rousseau refuse d'accompagner Mme d'Epinay consulter le docteur docteur Tronchin à Genève. Ses amis lui en tiennent rigueur. Suite à des échanges de lettres, il se brouille avec Denis Diderot, Grimm (31 octobre), Mme d'Epinay (23 novembre) et doit quitter précipitamment l'Ermitage pour s'installer à Mont-Louis à Montmorency le 15 décembre[2].
- Octobre : Pierre-Augustin Caron commence à signer Caron de Beaumarchais, puis seulement Beaumarchais après février 1758, du nom du fief du Bos-Marchais qui appartient à son épouse[8].
- 19 décembre : William Whitehead devient poète lauréat au Royaume-Uni après que Thomas Gray ait refusé le titre[9].

## Parutions
- 1er octobre : Avis utile, pamphlet contre les Philosophes publié dans le Mercure de France attribué à Jacob-Nicolas Moreau, dans lequel apparait pour la première fois le mot Cacouac[10].

- Edmund Burke, Origin of Our Ideas of the Sublime, London, R. and J. Dodsley, 1757 (présentation en ligne) (« Recherche philosophique sur l'origine de nos idées du sublime et du beau »), seconde édition largement augmentée après celle de 1756.

- Louis-Charles Fougeret de Monbron, Le Préservatif contre l'anglomanie, A Minorque, 1757 (présentation en ligne).

- Montesquieu, Essai sur le goût publié dans le tome VII, de l’Encyclopédie, pages 762-767 (posthume).

- Louis-Charles Fougeret de Monbron, Préservatif contre l’anglomanie, pamphlet contre l'anglophilie proférée par les philosophes français, en particulier Voltaire[11].
- Jacob-Nicolas Moreau, Nouveau mémoire pour servir a l'histoire des Cacouacs, Amsterdam (Paris), 1757 (présentation en ligne)

## Naissances
- 28 novembre : William Blake, poète et graveur britannique († 12 aout 1827).